# Dinkelberg
Der Dinkelberg ist ein bis 536,4 m ü. NHN hoher, zirka 145 km² großer, in Teilbereichen bewaldeter Gebirgszug im Hochrheingebiet in den Landkreisen Lörrach und Waldshut in Baden-Württemberg (Deutschland) und zu einem kleineren Teil im Kanton Basel-Stadt (Schweiz). Er liegt am südwestlichen Rand des Südschwarzwalds, von dem er sich jedoch geologisch unterscheidet.

## Geographie

### Lage
Der Dinkelberg liegt größtenteils im Landkreis Lörrach, sein östlicher Teil im Bereich des Wehratals gehört zum Landkreis Waldshut (beides in Deutschland) und ein kleiner Teil im Westen zählt zum Kanton Basel-Stadt (Schweiz). Er wird im Süden durch das Tal des Hochrheins, im Norden und Westen durch das Wiesental und im Osten durch das Wehratal begrenzt. Er liegt zwischen den größeren Ortschaften Schopfheim im Norden, Wehr im Osten, Rheinfelden im Süden und Lörrach mit dem Homburger Wald im Westen. Seine höchste Erhebung ist der Hohe Flum (536,4 m), welcher einen offenen Aussichtsturm und das Hotel-Restaurant Hohe Flum trägt.

### Naturräumliche Zuordnung und Gliederung
Der Dinkelberg bildet – nach der Systematik des Handbuchs der naturräumlichen Gliederung Deutschlands – in der naturräumlichen Großregion Südwestdeutsches Stufenland als Teil der Haupteinheitengruppe Hochrheingebiet (Dinkelberg und Hochrheintal) (Nr. 16) die Untereinheit Dinkelberg (161). Diese gliedert sich in folgende Naturräume auf: Dinkelberg Südabhang (161.03) am West- und Südwesthang, Westliches Dinkelbergplateau (161.00) im Westen, Mittlerer Dinkelberg (161.01) im Zentrum, Östliches Dinkelbergplateau (161.02) im Osten und Unteres Wehratal (161.10) am Osthang.

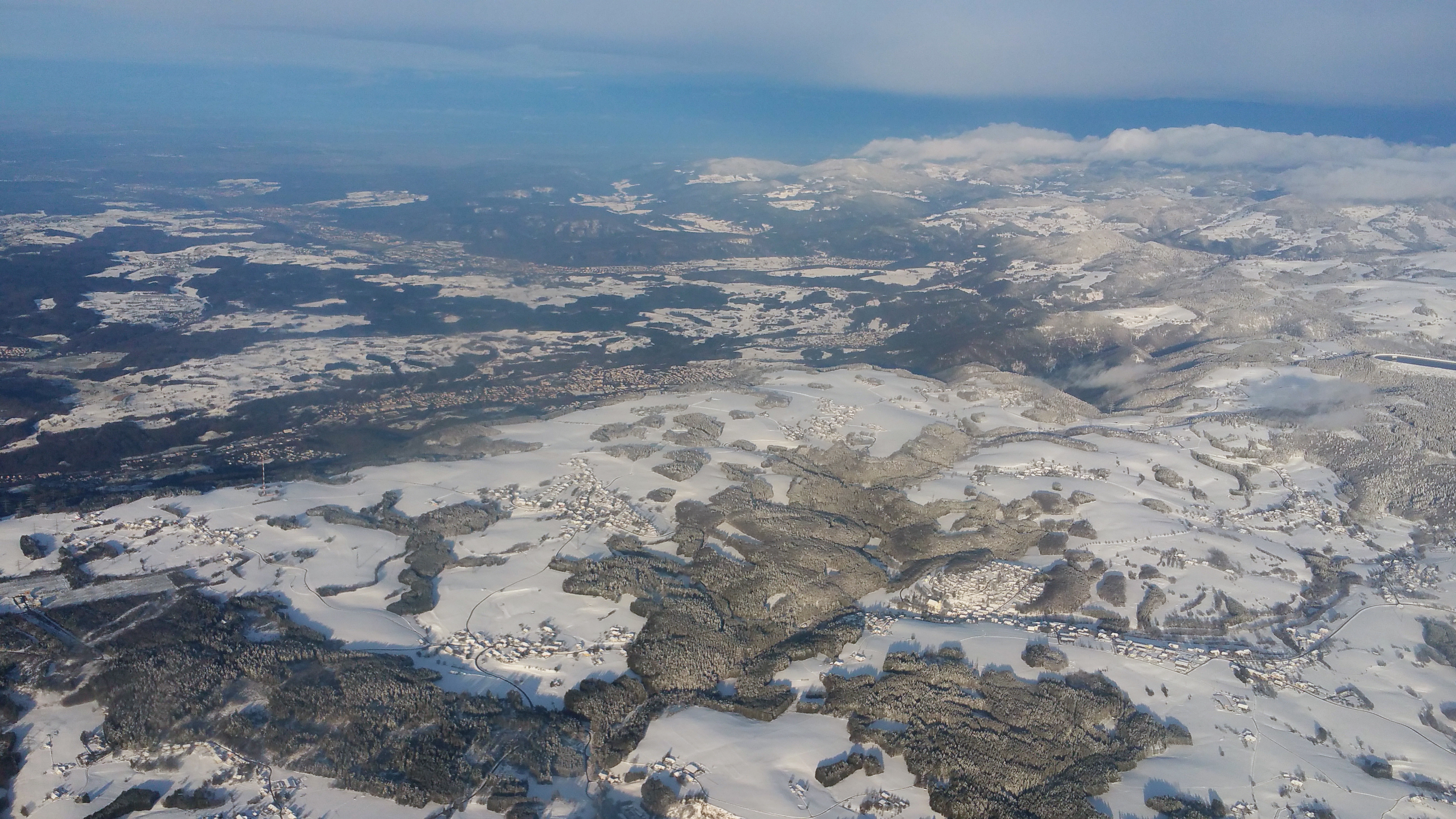
Im Bildviertel links oben: Ostzipfel des Dinkelberg-Plateaus zwischen Wehratal (vorn) und Wiesental bei Schopfheim (hinten), Blickrichtung nach Nordwesten
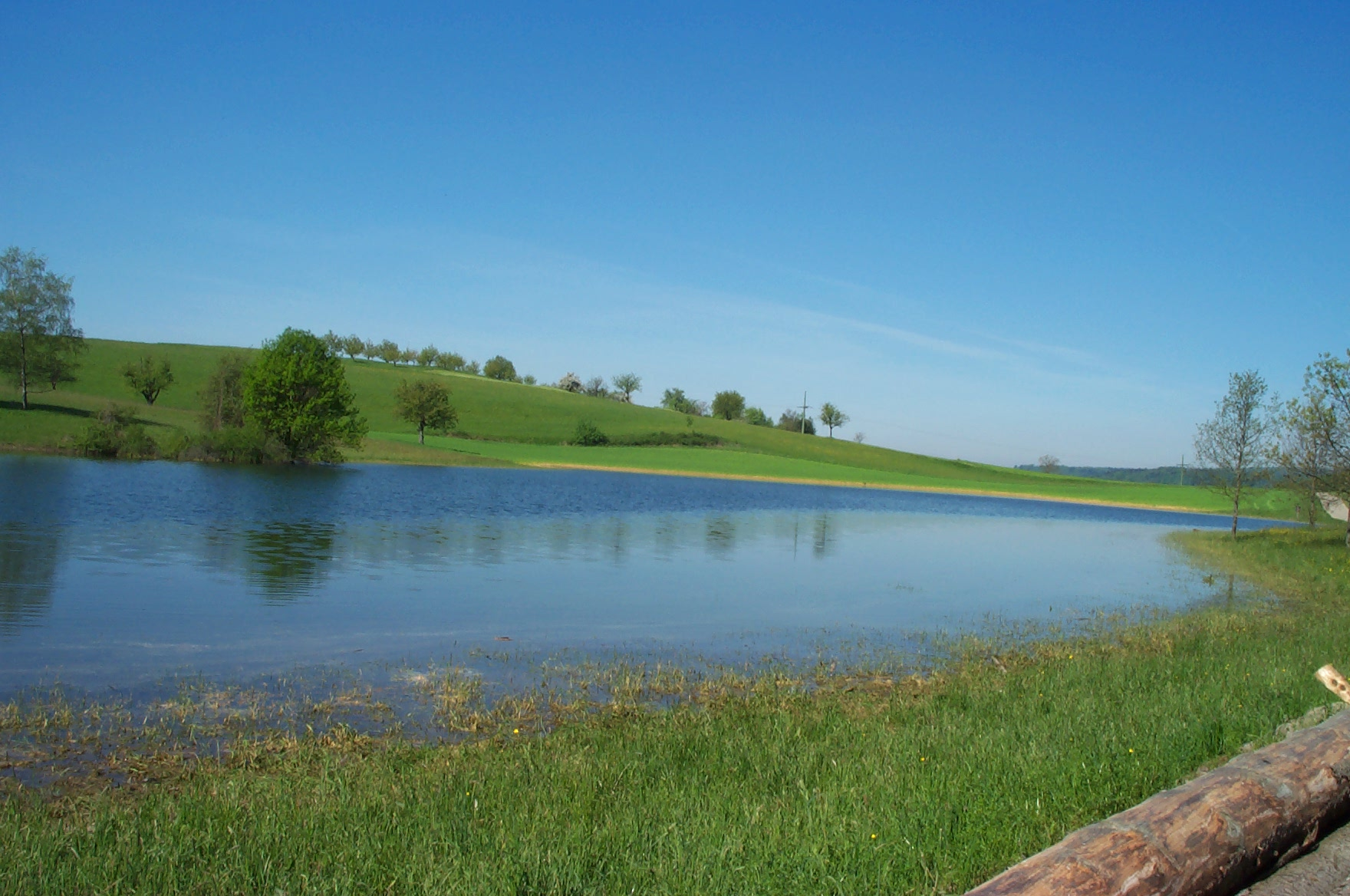
Eichener See
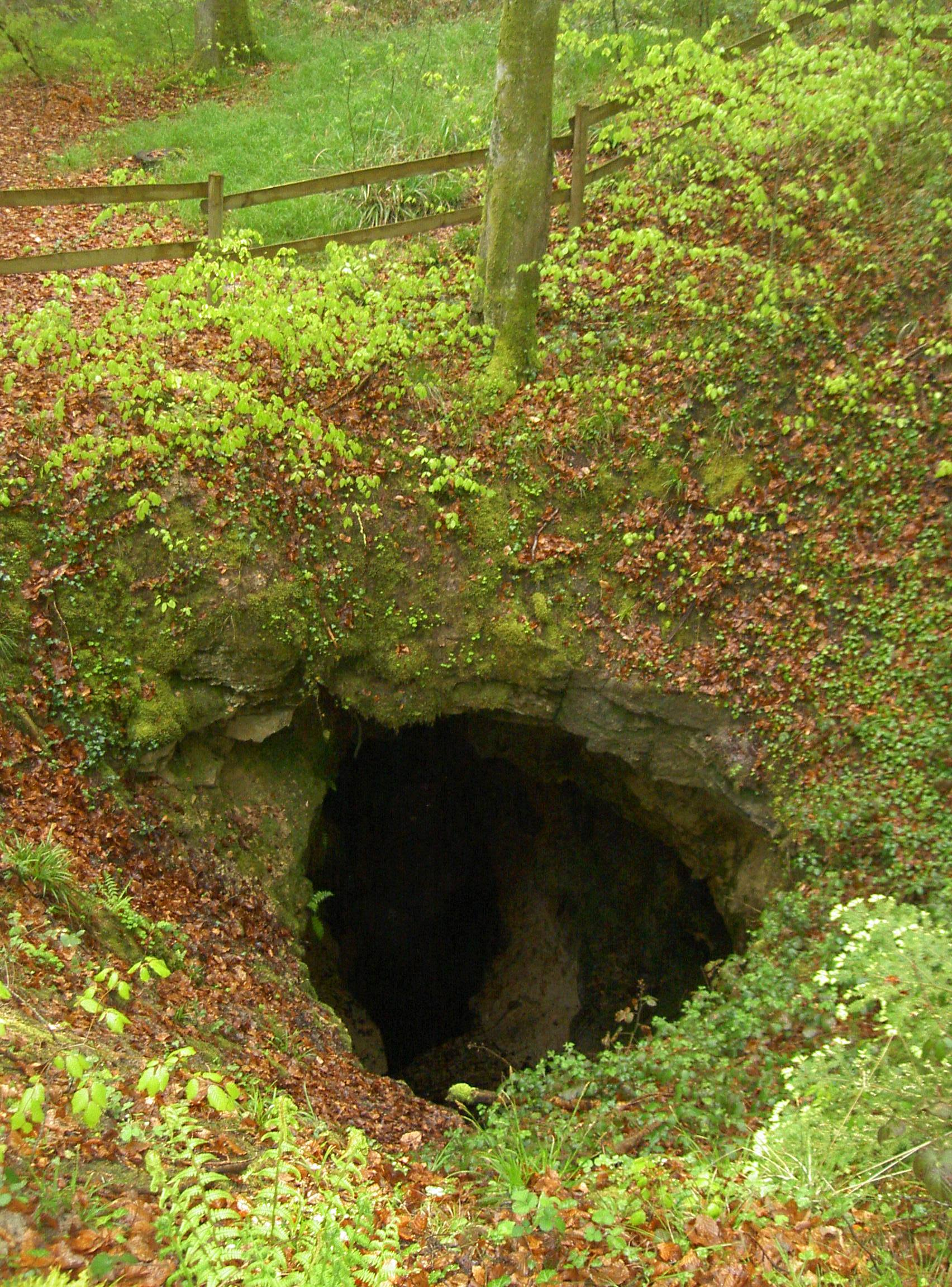
Teufelsloch, Trichterdoline bei Nordschwaben
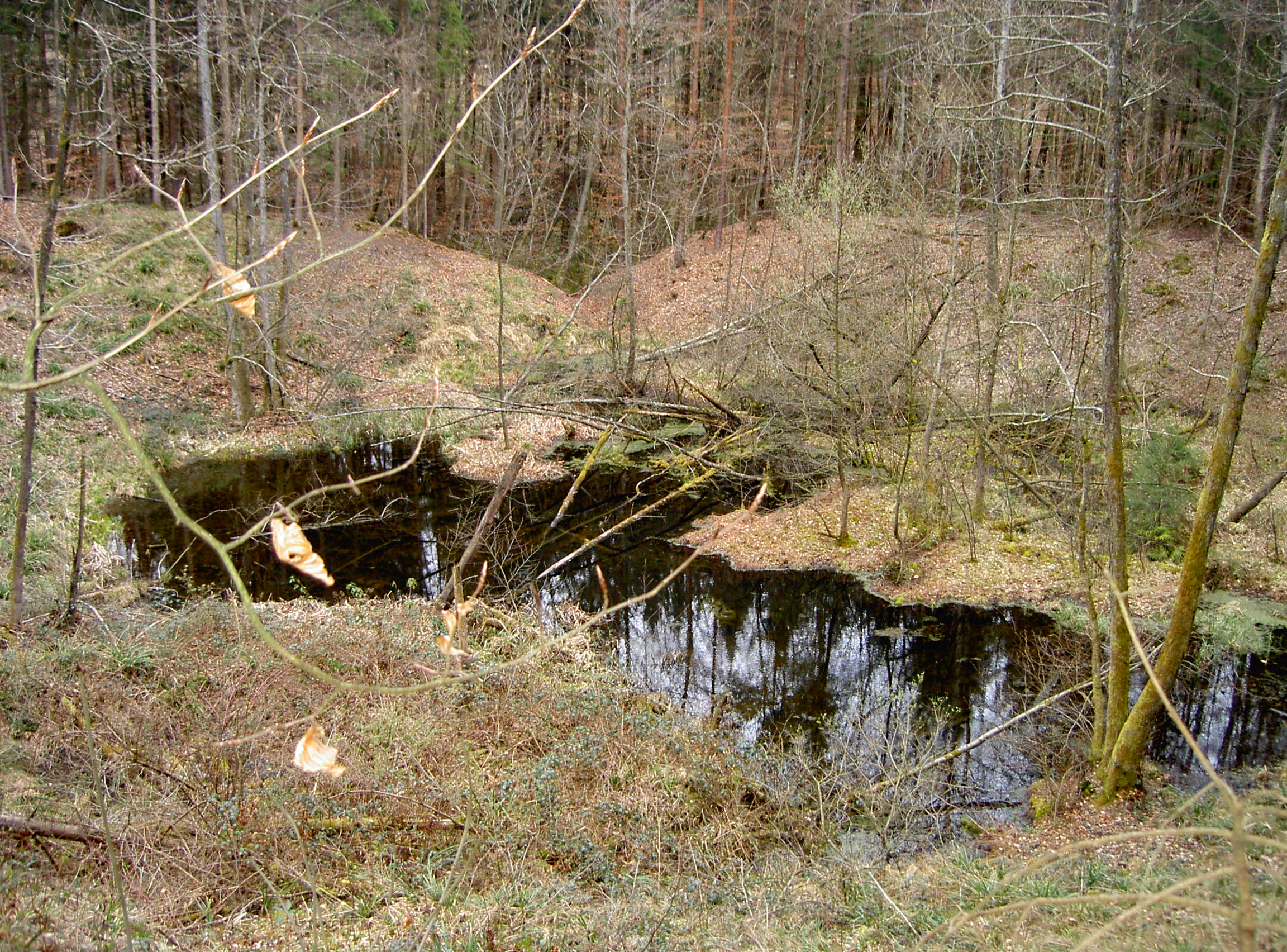
Trichterdoline Moosloch bei Nordschwaben

### Berge
Zu den Bergen, Erhebungen und deren Ausläufern des Dinkelbergs gehören – sortiert nach Höhe in Meter (m) über Normalhöhennull (NHN; D) und Meter über Meer (m ü. M.; CH):
- Hohe Flum (536,4 m; D), südsüdwestlich von Wiechs; mit Aussichtsturm
- Hirzenleck (523,4 m; D), 1 km nördlich von Herten; mit Aussichtsturm Eigenturm
- St. Chrischona (522 m; CH), in Bettingen-St. Chrischona; u. a. mit Fernsehturm St. Chrischona
- Mauerhaldebuck (494,1 m; D), südöstlich von Maulburg
- Mezelhöhe (Metzelhöhe; 487,2 m; D), 2 km ostnordöstlich von Salzert
- Eichberg (477,9 m; D), nordwestlich von Degerfelden
- Schachbühl (465,9 m; D), 1,4 km nördlich von Dossenbach
- Schindelberg (419 m; D), östlich von Brombach

### Gewässer
Zu den Fließgewässern des Dinkelbergs gehören:
- der Löhrgraben, der bei Brombach in die Wiese fließt,

- der Bachtelengraben, der bei Schwörstadt-Unterdorf in den Rhein mündet,

- der Dürrenbach, der in Rheinfelden in den Rhein fließt sowie

- der Hagenbacher Bach und der Waidbach als Quellbäche des Großbachs (auch Warmbach genannt), der bei Rheinfelden-Warmbach in den Rhein mündet.

Zu den Stillgewässern gehört der bei Schopfheim-Eichen gelegene Eichener See.

### Natur- und Landschaftsschutz
Der deutsche Anteil des Dinkelbergs liegt im Naturpark Südschwarzwald. Mehrere Teilflächen gehören zum Fauna-Flora-Habitat (FFH)-Gebiet Dinkelberg und Röttler Wald. Ganz oder teilweise im Dinkelberg liegen die Naturschutzgebiete Buchswald bei Grenzach, Buhrenboden, Buttenberghalde, Leuengraben und Ruschbachtal. Die größten Landschaftsschutzgebiete sind Südwestlicher Dinkelberg im Westen und Dinkelberg im Osten bei Wehr.

#### Naturdenkmale (Auswahl)
- Eichener See bei Schopfheim-Eichen
- Erdmannshöhle (auch Hasler Höhle genannt) am Ortsrand von Hasel
- Teufelsloch, Trichterdoline bei Rheinfelden-Nordschwaben
- Tschamberhöhle in Rheinfelden-Karsau, Ortsteil Riedmatt

### Ortschaften
Städte und Gemeinden am und im Dinkelberggebiet sind (im Uhrzeigersinn beginnend im Norden):
| - Maulburg - Schopfheim mit den Ortsteilen Eichen, Kürnberg und Wiechs - Hasel - Wehr - Schwörstadt mit dem Ortsteil Dossenbach | - Rheinfelden (Baden) mit den Stadt- und Ortsteilen Nollingen, Degerfelden, Herten, Eichsel, Adelhausen, Minseln, Nordschwaben und Karsau | - Inzlingen - Grenzach-Wyhlen - Riehen - Bettingen - Lörrach mit dem Ortsteil Brombach - Steinen mit den Ortsteilen Hüsingen und Höllstein |

## Geologie
Der Dinkelberg unterscheidet sich geologisch gesehen grundsätzlich vom Schwarzwald und dem Schweizer Jura. Sein Gestein entstammt dem Erdzeitalter der Mitteltrias (vor 247,2 bis 235 Mio. Jahren) und ist das Relikt eines in weiten Teilen des heutigen Deutschlands existierenden Flachmeeres, in dem sich über einen Zeitraum von mehreren Millionen Jahren mächtige Kalkschichten ablagerten. Diese Schichten sind unter anderem reich an Muschelfossilien. Daher werden sie auch unter dem Namen Muschelkalk zusammengefasst. Als vor 45 Millionen Jahren, während des Erdzeitalters des Tertiär, die Oberrheinische Tiefebene anfing zu entstehen und sich der Schwarzwald emporhob, wurden dort alle bis dahin abgelagerten Gesteinsschichten bis hin zum aus Granit und Gneis bestehenden Grundgebirge wegerodiert. Die weniger stark herausgehobenen Schollen der Weitenauer Vorberge und des Dinkelbergs blieben von der gänzlichen Erosion bis zum Grundgestein verschont, so dass der Dinkelberg hauptsächlich aus Muschelkalkgestein besteht. In mehreren tektonischen Gräben ist noch Keuper und auch etwas Unterer Jura erhalten, Unterkeuper kommt südlich Nordschwaben auch noch in flächiger Erhaltung vor. Gips aus dem mittleren Muschelkalk wurde in kleinen Stollen sowohl auf der Nordseite, als auch auf der Südseite (Wyhlen) des Dinkelberges abgebaut. Südlich des Dinkelberges enthält der mittlere Muschelkalk auch Steinsalz, das früher für die Chemische Industrie ausgesolt wurde (südlich des Rheins bis heute).
Der Dinkelberg wird aufgrund verschiedener Erosionsprozesse als Karstgebiet eingestuft. Zahlreiche, meist unterirdische Erosionsprozesse sind immer noch im Gang, was zu besichtigungswürdigen Naturdenkmalen geführt hat. Hierzu zählen zwei Tropfsteinhöhlen, die Tschamberhöhle in Beuggen unweit des Bahnhofs und die Erdmannshöhle am Ortsrand von Hasel. Diese Höhle ist besonders durch ihre Lage in Muschelkalk-Schichten an der Randverwerfung zum Schwarzwald mit seinen Graniten und Gneisen interessant.
Ganz typische Karstphänomene des Dinkelbergs sind Bachschwinden (Bäche verschwinden in Strudellöchern, oft auch in Doppeltälern mit Bachschwinden in der Mitte). Die Gegenstücke hierzu sind Quelltöpfe, meist am Fuß steiler Hänge gelegen und zuweilen in unmittelbarer Nähe von Häusern oder Straßen. Zu besichtigen sind Quelltöpfe in Rheinfelden-Nollingen (der Dorfbach entspringt quasi vor der Kirche, die Linsenbachquelle befindet sich östlich des Dorfs) und in Degerfelden (Bereich Hagenbacher Hof). Ein besonderer Quelltopf liegt östlich von Schopfheim-Eichen. Dort verwandelt sich unabhängig von der kurzfristigen Wetterlage eine Mulde gelegentlich in den Eichener See. Auch der Dürrenbach entspringt im Bereich des Höhenzugs.
Auf dem Dinkelberg finden sich zahlreiche Dolinen. Sie sind das Ergebnis von Lösungserscheinungen oder Höhleneinbrüchen des Muschelkalkgesteins im Untergrund. Zu den bekanntesten Dolinen gehört das Teufelsloch, eine Trichterdoline südöstlich von Nordschwaben, durch deren Ponor der Einstieg in eine 75 Meter tiefe und 105 Meter lange Schachthöhle möglich ist. Das Moosloch südlich von Nordschwaben ist eine Trichterdoline, deren Schluckloch zugeschwemmt wurde und in deren Grund sich ein kleiner mooriger See gebildet hat.